# Walter Popper

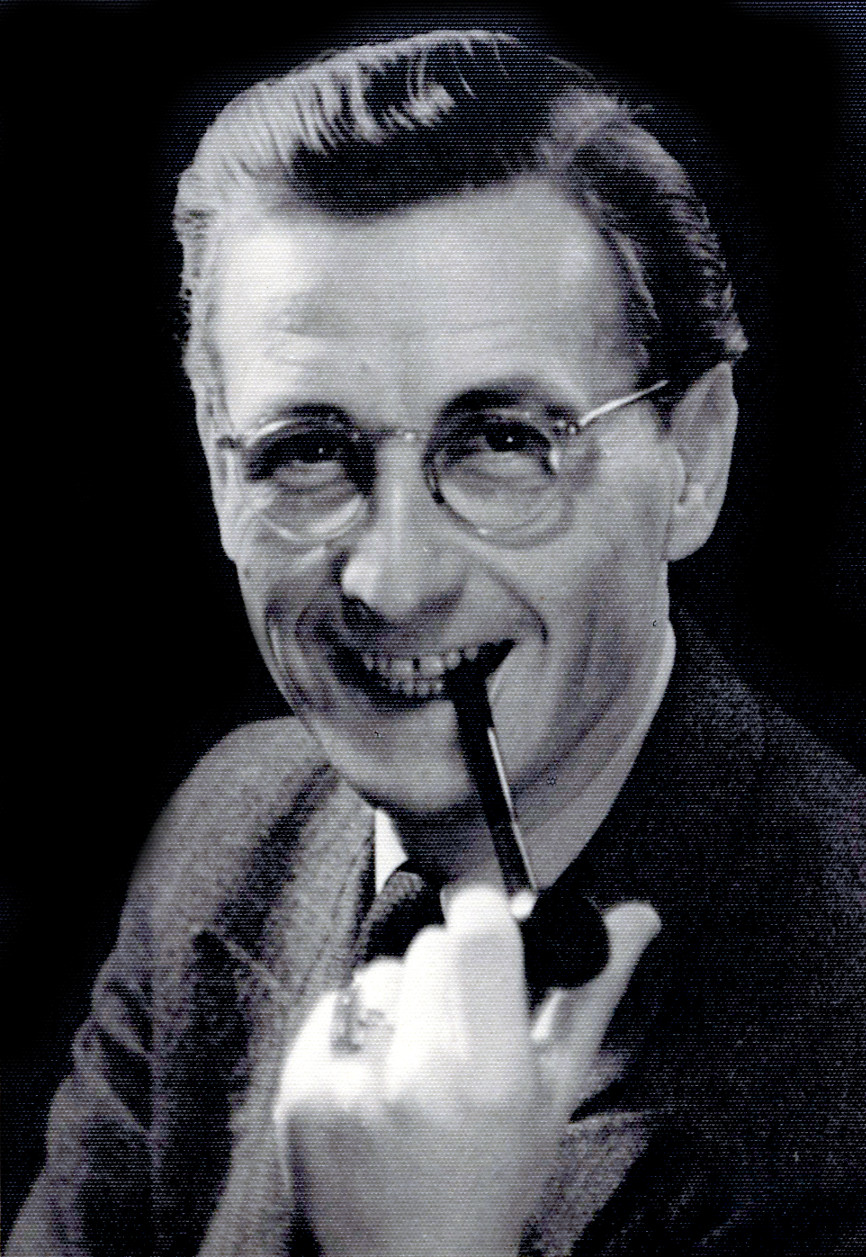
Walter Popper

Walter Popper (* 1. April 1905 in Hirschberg (Schlesien) im heutigen Polen; † 10. August 1962 in München) war ein deutscher Dirigent, Kapellmeister, Pianist und Komponist.

## Leben und Wirken
Die Kindheit und Jugendjahre verbrachte Walter Popper überwiegend in Köln und Berlin. Er studierte am Sternschen Konservatorium in Berlin unter dem damaligen Direktor Alexander von Fielitz und absolvierte dort seine Ausbildung zum Kapellmeister und Komponisten. Nach mehrjähriger Dirigententätigkeit In Berlin und im Rheinland, war Walter Popper in München erstmals 1933 zu hören, wo er mit seinem eigenen Ensemble Kapelle Walter Popper in dem damaligen renommierten Revuetheater Die Bonbonniere auftrat. Aus dieser Zeit stammen auch einige Filmmusiken Walter Poppers für die Diehl Film und Bavaria Film.
Am 30. Mai 1938 wurde er aufgrund seiner jüdischen Abstammung aus der Reichsmusikkammer ausgeschlossen und mit sofortiger Wirkung mit dem Verbot der weiteren Berufsausübung auf dem Zuständigkeitsgebiet der Reichsmusikkammer belegt. Vom 19. Oktober 1944 bis 8. März 1945 wurde Walter Popper als Zwangsarbeiter im Zentralen Arbeitslager Tiefenort a. d. Werra, einem Außenlager des KZ Buchenwald interniert. Von dort gelang ihm kurz vor Kriegsende die Flucht.
Nach dem Zweiten Weltkrieg baute er das Rundfunkorchester des neu gegründeten Senders Radio München auf, aus dem später der Bayerische Rundfunk hervorging. Unter Walter Poppers Leitung ging 1945 die erste Operetten-Life-Sendung nach dem Krieg von Radio München über den Äther. Noch vor der offiziellen Gründung des Münchner Rundfunkorchesters 1952, war Walter Popper ab 1946 auch Leiter und Chefdirigent sowie Gesangsbegleiter des Rundfunkorchesters von Radio München. Walter Popper war Mitbegründer des Münchner Rundfunkorchesters des Bayerischen Rundfunks (erster Chefdirigent wurde 1952 Werner Schmidt-Boelcke).
Im Fernsehen studierte er alle Gesangspartien der in München produzierten Wilhelmschen Synchronoper ein. Nur wenige Jahre hielt es ihn am Bayerischen Rundfunk, bis er sich schließlich als Freischaffender niederließ und sich vorwiegend dem Komponieren widmete. Daneben arbeitete er auch immer wieder als Gastdirigent beim Bayerischen Rundfunk. In diese Zeit fallen viele erfolgreiche Kompositionen vor allem von Walzern. Auch Musik für einige Hörspiele datieren aus dieser Zeit, zum Beispiel für die beliebte Dickie-Dick-Dickens-Serie, die Titelmusik zum Fröhlichen Sonntagsbummel oder Lieder für Ernie Singerl und die Isarspatzen.
Charakterisiert wurde er vom BR mit den Worten: „Walter Popper mied möglichst die Öffentlichkeit und das Rampenlicht. In seiner ruhigen Art prägte er die Nachkriegszeit in München mit.“ Walter Popper lebte mit seiner letzten Ehefrau Gerda, geborene Bücklers, und seinen Kindern über lange Jahre in München-Pasing in der Alten Allee 27. Nach kurzer und schwerer Krankheit verstarb er am 10. August 1962. Beigesetzt wurde Popper auf dem Friedhof München Obermenzing.

## Familie
Als ältester von drei getauften Kindern (Walter, Alexander, Charlotte Liselotte) entstammte Walter Popper einer altösterreichischen (böhmisch/ungarisch), ursprünglich kaufmännisch tätigen jüdischen Familie. Sein zum Christentum konvertierter Vater Leopold (geb. in Wien) verließ das Handelsunternehmen der Familie und war ab 1898 als Schauspieler, Regisseur und Oberregisseur (unter anderem Leiter und Oberregisseur des Deutschen-Theaters in der Ukraine mit Sitz in Odessa) tätig. Walter Poppers katholische Mutter Hermine (geborene Storch, aus Heidelberg), übte als Opernsängerin starken Einfluss auf seine musikalische Ausbildung aus. Walter Popper war dreimal verheiratet. Aus diesen drei Ehen entstammen vier Kinder.

## Werke (Auswahl)
- „Konfetti“, Walzer
- „Sternenwalzer“
- „Walzerpremiere“
- „Tanz im Zwielicht“, Walzer
- „Wenn der blaue Buddha träumt“, Foxtrott
- „La Danza di Nora“, Instrumentation f.gr.Orchester
- „Sieben Sterne“, Lied für Saxophon und kl.Orchester
- „Alles war wie Musik“, Foxtrottlied
- „Storchenpolka“
- „Die Liebe kommt, die Liebe geht“, Walzer
- „Sinkende Sonne, dein letztes Winken..“, Lied und Tango
- „Kleine Träumerei ach wie warm die Sonne war“, Lied
- „Büble mein Büble“
- „Mein Schatz ist bei der Polizei“, Foxtrott
- „Pariser Impressionen“, Walzer
- „Frühling im Englischen Garten“, Lied
- „Peter Pan“, Konzertstück
- „Petrus in Wien“
- „Heut ist die Welt so voll Musik“
- „Dein strahlendes Lächeln“
- „Hab´ ich einen Schwips“ (W. Popper und Fred Rauch), Marschpolkalied
- Kompositionen zu „Gestatten meine Name ist Cox“, Kriminalhörspiele, (Autoren: Alexandra und Rolf Becker), 1959
- Kompositionen zur gesamten „Dickie-Dick-Dickens“ Serie, Kriminalhörspiele, (Autoren: Rolf und Alexandra Becker), BR 1957–1960,
- Kompositionen für „Gefährliches Geld“, Kriminalhörspiele, (Autor: Edward J.Mason), BR 1961
- Kompositionen für einige „Brummlg´schichten“, Mundarthörspiele, (Autoren: Kurt Wilhelm, Olf Fischer, Michl Lang), BR 1948/1949
- Kompositionen für „Pit und Fonso“, Kriminalhörspiele, (Autoren: Willy Purucker, Olf Fischer, Fred Rauch), BR 1951
- Komposition für „Der Schmied von Kochel“, volkstümliches Hörspiel, (Autor: Joseph Maria Lutz), BR 1955
- Kompositionen für „Inspektor Hornleigh“ Kriminalhörspiele, (Autor: John P. Wynn), BR 1960
- Komposition für „Das Grillenlied“, Hörspiel, (Autor: Hugo Hartung), BR 1958
- Kompositionen für „Ein Fall für Perry Clifton“, Kriminalhörspiele, (Autor: Wolfgang Ecke), BR 1963/64
- „Kommt ein Vogerl geflogen“, Kinderliedbuch mit Zeichnungen von Gerda Bücklers
- „Suse liebe Suse“, Kinderliedbuch mit Zeichnungen von Gerda Bücklers